# ФК Партизан сезона 2003/04.
ФК Партизан сезона 2003/04. обухвата све резултате и остале информације везане за наступ Партизана у сезони 2003/04.

## Играчи
| Бр. |                    | Позиција | Играч                   |
| --- | ------------------ | -------- | ----------------------- |
| 1   | Србија и Црна Гора | Г        | Радован Радаковић       |
| 2   | Србија и Црна Гора | О        | Миливоје Ћирковић       |
| 3   | Србија и Црна Гора | О        | Драгољуб Јеремић        |
| 5   | Србија и Црна Гора | О        | Дејан Огњановић         |
| 7   | Северна Македонија | О        | Милан Стојаноски        |
| 8   | Камерун            | Н        | Пјер Боја               |
| 9   | Србија и Црна Гора | Н        | Срђан Радоњић           |
| 10  | Србија и Црна Гора | С        | Љубинко Друловић        |
| 11  | Србија и Црна Гора | С        | Дамир Чакар             |
| 12  | Србија и Црна Гора | О        | Зоран Мирковић          |
| 14  | Србија и Црна Гора | О        | Ненад Ђорђевић          |
| 13  | Србија и Црна Гора | О        | Никола Малбаша          |
| 17  | Србија и Црна Гора | Н        | Ивица Илиев             |
| 18  | Србија и Црна Гора | С        | Владимир Ивић (капитен) |
| 23  | Србија и Црна Гора | Н        | Бојан Брновић           |

| Бр. |                     | Позиција | Играч              |
| --- | ------------------- | -------- | ------------------ |
| 24  | Србија и Црна Гора  | О        | Бранко Савић       |
| 25  | Босна и Херцеговина | О        | Бранимир Бајић     |
| 26  | Пољска              | О        | Томаш Жонса        |
| 27  | Србија и Црна Гора  | О        | Ђорђе Пантић       |
| 28  | Србија и Црна Гора  | Г        | Алберт Нађ         |
| 29  | Србија и Црна Гора  | С        | Александар Недовић |
| 30  | Србија и Црна Гора  | О        | Ивица Краљ         |
| 32  | Србија и Црна Гора  | С        | Мирослав Радовић   |
| 33  | Србија и Црна Гора  | С        | Симон Вукчевић     |
| 34  | Србија и Црна Гора  | Н        | Никола Грубјешић   |
| 35  | Србија и Црна Гора  | С        | Борко Веселиновић  |
| 36  | Србија и Црна Гора  | С        | Небојша Маринковић |
| 38  | Србија и Црна Гора  | О        | Немања Рнић        |
| 44  | Србија и Црна Гора  | С        | Стефан Бабовић     |
| 45  | Србија и Црна Гора  | С        | Никола Дринчић     |

## Резултати

### Табела
| Плас. | Тим                 | ИГ | Д  | Н | ИЗ | ГД | ГП | Бод |
| 1     | ФК Црвена звезда    | 30 | 23 | 5 | 2  | 59 | 13 | 74  |
| 2     | ФК Партизан         | 30 | 19 | 6 | 5  | 48 | 20 | 63  |
| 3     | ФК Железник Београд | 30 | 17 | 7 | 6  | 48 | 20 | 58  |
| 4     | ОФК Београд         | 30 | 14 | 9 | 7  | 36 | 31 | 51  |
| 5     | ФК Сартид           | 30 | 14 | 7 | 9  | 43 | 36 | 49  |

Легенда:
|  | УЕФА Лига шампиона Друго коло квалификација |
|  | УЕФА Куп Друго коло квалификација           |
|  | УЕФА Интертото куп Друго коло               |

| Датум               | Место                     | Противник               | Резултат       | Стрелци за Партизан                                        | Такмичење                      |
| 30. јул 2003.       | Београд                   | Јургорден               | 1:1            | Илић (59.)                                                 | Квалификације за Лигу шампиона |
| 6. август 2003.     | Стокхолм, Шведска         | Јургорден               | 2:2 (г. г)     | Илић (61.) Малбаша (66. пен.)                              | Квалификације за Лигу шампиона |
| 9. август 2003.     | Београд                   | Борац Чачак             | 6:1            | Друловић (2, 78.) Чакар (21, 70.) Делибашић (62, 80.)      | Прва лига СЦГ                  |
| 13. август 2003.    | Београд                   | Њукасл јунајтед         | 0:1            |                                                            | Квалификације за Лигу шампиона |
| 23. август 2003.    | Београд                   | Обилић                  | 1:2            | Илић (40.)                                                 | Прва лига СЦГ                  |
| 27. август 2003.    | Њукасл на Тајну, Енглеска | Њукасл јунајтед         | 1:0 (4:3 пен.) | Илиев (50.)                                                | Квалификације за Лигу шампиона |
| 31. август 2003.    | Београд                   | Ком                     | 6:2            | ?                                                          | Прва лига СЦГ                  |
| 12. септембар 2003. | Београд                   | ОФК Београд             | 3:2            | Ђорђевић (25.) Делибашић (27.) Чакар (90. пен.)            | Прва лига СЦГ                  |
| 16. септембар 2003. | Београд                   | Порто                   | 1:1            | Делибашић (54.)                                            | Лига шампиона                  |
| 20. септембар 2003. | Никшић                    | Сутјеска                | 1:0            | Делибашић (28.)                                            | Прва лига СЦГ                  |
| 26. септембар 2003. | Београд                   | Војводина               | 2:1            | Делибашић (19.) Илић (22.)                                 | Прва лига СЦГ                  |
| 1. октобар 2003.    | Марсељ, Француска         | Олимпик Марсељ          | 0:3            |                                                            | Лига шампиона                  |
| 5. октобар 2003.    | Смедерево                 | Сартид                  | 1:2            | Илић (33. пен.)                                            | Прва лига СЦГ                  |
| 17. октобар 2003.   | Београд                   | Напредак Крушевац       | 1:0            | Делибашић (57.)                                            | Прва лига СЦГ                  |
| 22. октобар 2003.   | Мадрид, Шпанија           | Реал Мадрид             | 0:1            |                                                            | Лига шампиона                  |
| 26. октобар 2003.   | Кула                      | Хајдук Кула             | 0:0            |                                                            | Прва лига СЦГ                  |
| 29. октобар 2003.   | Београд                   | Шумадија 1903           | 4:1            | Делибашић (21, 26.) Ђорђевић (30.) Брновић (89.)           | Куп СЦГ                        |
| 31. октобар 2003.   | Београд                   | Зета                    | 3:0            | Илић (22.) Савић (58.) Илиев (88.)                         | Прва лига СЦГ                  |
| 4. новембар 2003.   | Београд                   | Реал Мадрид             | 0:0            |                                                            | Лига шампиона                  |
| 8. новембар 2003.   | Београд                   | Црвена звезда           | 0:3            |                                                            | Прва лига СЦГ                  |
| 21. новембар 2003.  | Београд                   | Раднички Обреновац      | 3:1            | Боја (9.) Друловић (32.) Илић (33.)                        | Прва лига СЦГ                  |
| 26. новембар 2003.  | Порто, Португалија        | Порто                   | 1:2            | Делибашић (90+2.)                                          | Лига шампиона                  |
| 30. новембар 2003.  | Београд                   | Земун                   | 2:1            | Делибашић (14.) Ивић (70.)                                 | Прва лига СЦГ                  |
| 3. децембар 2003.   | Београд                   | Чукарички               | 5:2            | Друловић (10.) Ивић (54. пен, 64) Боја (56.) Малбаша (68.) | Куп СЦГ                        |
| 6. децембар 2003.   | Београд                   | Будућност Банатски Двор | 3:0            | Боја (34.) Илиев (48.) Ћирковић (78.)                      | Прва лига СЦГ                  |
| 9. децембар 2003.   | Београд                   | Олимпик Марсељ          | 1:1            | Делибашић (80.)                                            | Лига шампиона                  |
| 13. децембар 2003.  | Београд                   | Железник                | 1:0            | Делибашић (36.)                                            | Прва лига СЦГ                  |
| 22. фебруар 2004.   | Чачак                     | Борац Чачак             | 1:0            | Боја (67.)                                                 | Прва лига СЦГ                  |
| 28. фебруар 2004.   | Београд                   | Обилић                  | 2:0            | Ивић (55.) Пантић (77.) (а.г.)                             | Прва лига СЦГ                  |
| 6. март 2004.       | Подгорица                 | Ком                     | 0:0            |                                                            | Прва лига СЦГ                  |
| 13. март 2004.      | Београд                   | ОФК Београд             | 1:1            | ?                                                          | Прва лига СЦГ                  |
| 17. март 2004.      | Београд                   | Сутјеска                | 3:0            | Илиев (43.) Радовић (45.) Грубјешић (?)                    | Прва лига СЦГ                  |
| 21. март 2004.      | Нови Сад                  | Војводина               | 0:0            |                                                            | Прва лига СЦГ                  |
| 24. март 2004.      | Ивањица                   | Јавор                   | 2:0            | Радовић (1.) Радоњић (30.)                                 | Куп СЦГ                        |
| 3. април 2004.      | Београд                   | Сартид                  | 1:0            | ?                                                          | Прва лига СЦГ                  |
| 7. април 2004.      | Крушевац                  | Напредак Крушевац       | 1:0            | Рнић (?)                                                   | Прва лига СЦГ                  |
| 10. април 2004.     | Београд                   | Хајдук Кула             | 1:0            | Ђорђевић (45.)                                             | Прва лига СЦГ                  |
| 14. април 2004.     | Голубовци                 | Зета                    | 2:1            | ?                                                          | Прва лига СЦГ                  |
| 17. април 2004.     | Београд                   | Црвена звезда           | 0:0            |                                                            | Прва лига СЦГ                  |
| 21. април 2004.     | Београд                   | Црвена звезда           | 0:1            |                                                            | Куп СЦГ                        |
| 24. април 2004.     | Обреновац                 | Раднички Обреновац      | 3:0            | Ивић (23.) Радоњић (70, 90.)                               | Прва лига СЦГ                  |
| 2. мај 2004.        | Београд                   | Земун                   | 0:0            |                                                            | Прва лига СЦГ                  |
| 8. мај 2004.        | Банатски Двор             | Будућност Банатски Двор | 0:1            |                                                            | Прва лига СЦГ                  |
| 15. мај 2004.       | Београд                   | Железник                | 0:2            |                                                            | Прва лига СЦГ                  |